# Yad Vashem
Yad Vashem (Hebrejski: יָד וַשֵׁם), Izraelski je službeni memorijalni centar posvećen žrtvama Holokausta. Osnovan je 1953. posebnim zakonom (Zakonom Yad Vashem koji je donio Knesset, Izraelski parlament. Nalazi se na zapadnoj padini Brda sjećanja Har HaZikaron (hebrejski: הר הזכרון) u Jeruzalemu.
Centar se nalazi na području veličine 18 ha i sastoji se od Muzeja Holokausta, memorijalnih mjesta kao što su Dječji memorijal i Dvorana sjećanja, Muzeja umjetnosti Holokausta, statua, komemorativnih mjesta kao što je Dolina zajednica, sinagoge, istraživačkog instituta s pismohranom, knjižnice, izdavačke kuće, obrazovnog centra nazvanog Međunarodna škola/Institut za izučavanje Holokausta.

## Povijest
Tijekom Drugog svjetskog rata pojavila se ideja da se stvori memorijal za sve Židovske žrtve Holokausta. Yad Vashem prvi put se spominje u rujnu 1942. godine, na sastanku upravnog odbora Židovskog nacionalnog fonda. To je predložio Mordecai Shenhavi, član Kibuca Mishmar Ha'emek.
- Yad Vashem
- Dvorana Imena - sadrži Stranice Svjedočanstava - obilježava milijune Židova koji su ubijeni tijekom Holokausta.

## Vanjske poveznice
- Yad Vashem - official site (engl.)
- O Međunarodnoj školi za studije holokausta